# ジェットジャガー
ジェットジャガー (Jet Jaguar) は、ゴジラシリーズに登場する架空のロボット。

## 概要
1970年代前半の変身ブームやロボットアニメの影響によって登場した、ゴジラシリーズ初の巨大ロボットかつ東宝特撮としても初の正義の人型ロボット。初登場作品『ゴジラ対メガロ』（1973年）の脚本では、「仮面ライダーのようなロボット」と記述されている。東宝初の巨大ヒーローとも称される。ゴジラと共闘する巨大ヒーローというコンセプトは、同年放送の特撮テレビドラマ『流星人間ゾーン』へ引き継がれた。
特技監督の中野昭慶によれば、日本よりもアメリカで好評であり、熱狂的なファンが大勢いるという。その理由として、アメリカでは『ゴジラ対メガロ』が有線テレビでのリピート放送が多かったためであるという。

### 制作経緯
デザインは、東宝と円谷プロダクションが西友ストアによる協力のもとで開催した企画「ちびっ子怪獣大学」でシンボルキャラクターとして一般公募された怪獣「レッド・アローン」が、元となっている。その時点ではコウモリのような羽があり、顔もロボット風ではなく鳥のようであった。このデザインを元にした着ぐるみが制作され、ワイドショー番組『桂小金治アフタヌーンショー』などに登場した。
映画では人型ロボットと設定されたことにより、胴体のデザインのみが用いられた。顔は般若、胴体はアメリカンフットボールのプロテクターをモチーフとしている。特技監督の中野昭慶は、元デザインを見てパチンコ台のような配色にすることを思いついたという。最終的なデザインは井口昭彦と言われていたが、井口本人はこれを否定しており、変遷の経緯は明らかになっていない。
名称は、レッドアーロンやジェットアローン、エースマンなどを経て、ジェットジャガーに至った。東宝特美の小林知己によれば、当時に特急レッドアローを運行していた西武鉄道から苦情が来たため、変更することになったという。初期の宣材やグッズでは、レッドアローンの名称が用いられていた。『ゴジラ対メガロ』の劇場公開前の宣伝ポスターでは「ボクはレッドアローン」と吹き出しで名乗っている。特殊効果助手の関山和昭は、現場では「レッドアロー」と呼ばれていたと証言している。

## 登場作品
公開順。
- 映画『ゴジラ対メガロ』（1973年）
- テレビ番組『ゴジラアイランド』（1997年）
- テレビアニメ『ゴジラ S.P ＜シンギュラポイント＞』（2021年）

イベント新作特撮短編『フェス・ゴジラ4 オペレーション ジェットジャガー』（2023年）およびその続編『フェス・ゴジラ5 怪獣大決戦』（2024年）にも登場する。

## 『ゴジラ対メガロ』のジェットジャガー
青年電子工学者・伊吹吾郎が開発した、特殊合金製の人間型万能ロボット。機体内の良心回路により、「人間に会ったらお辞儀をする」「人間の言葉を理解して妥当な反応を示す」などの簡易的な自律的行動を起こす。普段は研究所の電波操縦器（緊急時は超音波装置）のコンピューターにパンチガードを読み込ませたうえで操作される遠隔操縦タイプだが、正義を守る強烈な意思力が芽生えた良心回路が作動してその多大な影響から奇跡的に自我に目覚めて自律行動を開始したことにより、巨大化が可能となった。
本来は日常生活の補助用として開発されたことから武装は備えられておらず、戦闘時は凄まじい力を活かした肉弾戦が主となる。特殊合金の腕で放つチョップは、ビルを砕く威力を持つ。頭部には伸縮可能なアンテナが3本内蔵されており、飛行時などに頭頂部や左右両側から展開される。テレビカメラの目は、青い光を放射するサーチライトにもなり、夜には赤外線眼となる。腹部の4段の蛇腹は4段目が太い。動力源となる小型原子炉を胸部に内蔵しているほか、つま先からのジェット噴射を用いた飛行能力を有しており、巨大化時にはゴジラを抱えて飛行するなど、その推力は高い。頭部のアンテナが開き、八の字に腕を開いて前方に伸ばしたポーズで飛行するが、その原理は不明。
設定では妨害電波を放つ機能を持ち、口からは液体窒素を吐く。また、目から殺獣光線を放つとする資料もある。
視認可能な範囲で、ペンダントからの超音波がコンピューター操作に優先され、音声での指示が可能。怪獣島行きを指令している。
シートピア人に強奪されてメガロの水先案内を行うが、吾郎に奪回された後はゴジラを呼び出すために怪獣島へ向かう。帰還した後には自我に目覚めて巨大化し、ゴジラの到着までメガロと優勢に戦うが、そこにガイガンが出現したことから2対1となり、追いつめられるもののゴジラの加勢を受けての激闘の末、ガイガンとメガロを撃退する。その後は人間大のサイズに戻り、本来の日常生活サポート用ロボットとなった機体からは電子頭脳の自我が消え、良心回路も従来の限定的な機能を残すのみとなる。
- スーツアクターは駒田次利[出典 22]、森正親[出典 23][注釈 13]。
- ジェットジャガーが巨大化するという設定は、脚本・監督の福田純のアイデアであるが、特技監督の中野昭慶はこの巨大化の映像化にリアリティをどう出すかで悩み、「一番頭が痛かった部分」としていて、「あまりうまくいかなかった」と振り返っている[1]。
- 書籍『東宝編 日本特撮映画図鑑』では、巨大化のイメージは子供の夢の膨らみを表現していると解釈している[10]。

造形
造形は安丸信行と小林知己。頭はFRP、胴体はウェットスーツに板状のフォームラバーを貼り合わせて制作されている。眼には自動車のテールランプが用いられている。頭部のマスクは前後分割式となっており、ボルトで固定するため、スーツアクターの自力による着脱はできない。この頭部は2018年時点でも現存しており、同年12月19日から2019年1月27日まで日本工学院専門学校にて開催されたイベント「特撮のDNA -『ゴジラ』から『シン・ゴジラ』まで-」や、2022年7月16日から同年8月7日まで東京タワーにて開催されたイベント「特撮のDNA 東京タワーSOS」に、後述の飛び人形とともに展示された。その後も保存されており、後述の『フェス・ゴジラ4 オペレーション ジェットジャガー』ではスーツの新規制作に際し、頭部はこの頭部から型取りされている。
上記のスーツやマスクに加え、1/2サイズの飛び人形も制作されている。この飛び人形は現存しているが、表面のFRPが剥がれていたことから、特撮監督の原口智生が表面にテープを貼って新たに型を採り、FRPで作り直された。作り直された飛び人形は、2012年の「館長 庵野秀明特撮博物館 ミニチュアで見る昭和平成の技」にジェットジャガーのマスクと共に展示された。

## 『ゴジラアイランド』のジェットジャガー
防衛部隊Gガード所属のロボット兵器。全身銀色となっている。
ザグレスの初襲来時にモゲラやメカゴジラと出撃するが、ヴァバルーダのビーム砲で撃墜されて以降は登場しない。
- 造形物はバンダイのソフビ「東宝怪獣シリーズ」[71]。

### メディカルジェットジャガー
第71話「重いぞゴジラ」で初登場。
怪獣ドクターであるミサトの乗る医療用の機体。全身が白く塗装され、胸には赤十字マークが施されている。口からは、怪獣の治療に使う薬品（鎮痛スプレーなど）を発射できる。怪獣用の巨大注射器も装備している。
病に侵された怪獣を病院へ搬送する際などに出動するほか、ミサトなどが搭乗することにより、操縦も可能となる。「ミサト登場編」では、ランデスが用いた怪獣たちを踊らせるダンスグロビンを発射し、キングギドラの撃退に成功した。「スペースゴジラの悪霊編」では司令官が苦肉の策としてバトルモードに改造しようとするが、トレマに却下される。
- 後に雑誌『ハイパーホビー』の誌上限定版ソフビが限定発売された。

### 消防ジェットジャガー
第87話「森林火災発生！」で初登場。
防災・消火活動用の装備が施され、全身が赤く塗装されている。「火」と書かれた火消し纏が特徴。口から消火用の白煙を放出する。また、巨大なホースなどを装備することにより、直接水での消火も可能となる。
目は映像の投影も可能であることから、ミサトが超巨大ゴジラを空に投影し、スーパースペシャルスペースゴジラを圧倒する場面もある。「人工太陽編」では、山火事の消火に当たっていたところを、デストロイアとメガロに襲われる。「ドロリン編」では、放水によって土でできた怪獣ドロリンの体を溶かした。「スペースゴジラの悪霊編」では、消火剤をまいて超巨大ゴジラの映像を投影する。
- 後に雑誌『ハイパーホビー』の誌上限定版ソフビが限定発売された。

## 『ゴジラ S.P ＜シンギュラポイント＞』のジェットジャガー
オオタキファクトリーの所有する搭乗型ロボット。オオタキファクトリーの社長である、おやっさんこと大滝吾郎が、「地球を守る」活動のために開発した。
ジェットジャガープロトタイプ
当初はお祭り仕様のシステム設定のため、胸部のコクピットからの操縦であった。ラドン戦において、タブレットでの遠隔操縦が可能となるよう、有川ユンによってプログラムが書き換えられ、再設定された。
第1話では、ユンによって逃尾商店街の七夕祭りの出し物としてアトラクション用に整備されていたが、突如逃尾町駅前ロータリーに飛来したラドンに対し、おやっさんの操縦で戦闘に突入する。その結果、コクピットと各部パーツを損傷したものの、撃退に成功する。

ジェットジャガープロトタイプ 対アンギラス仕様（ジェットジャガー・タンク）
第5話、第6話ではラドン戦でダメージを負った下半身を、作業用ロボットの三脚ホイール部分を代用して接続し、バックパックには電波発信装置が取り付けられている。再びおやっさんの操縦でアンギラスと戦闘に突入し、捕鯨砲を至近距離から撃ち込んで仕留めたものの、頭部を破壊される。

ジェットジャガーβ
第7話において、修理改良によって大型の脚部に換装し、コクピットが撤去されて完全な無人機となったうえ、制御AIとしてユングが移植されてバージョンアップし、戦闘に特化したAI搭載型ロボット。ボディを獲得したユングともいえるため、会話も可能となった。その際にユングの改名がなされ、「ジェットジャガー・ユング」「ジェットジャガー」と名乗るほか、新たに開発された下半身に換装されて全高も7メートルほどに大型化したうえ、アンギラスの角を穂にしたアンギラスの槍を装備するようになる。その後、自衛隊の協力を得て飛行ユニットとユンを乗せるための座席が背部に装備された。
東京に出現したゴジラを倒そうとした際には、強制的再起動による自動アップデートを突如として複数回繰り返しており、最新バージョンに生まれ変わるため、その都度ブートローダーがブートローダーを呼び出してプロトコルを設定していた。その影響によって幼児化し、ラドン戦で再起動するものの、戦いを終えた後には再び機能を停止する。

ジェットジャガーPP
最終話において、ゴジラウルティマ戦で機能停止状態となっていたが、最強のジェットジャガーを作るためのプロトコルを計算したペロ2がジェットジャガーと一体化したことにより、巨大化を果たした姿。
ゴジラウルティマとの交戦の末、原子ビームによって頭部を半分失って破壊されかけるが、起動させた完成型オーソゴナル・ダイアゴナライザーによってゴジラウルティマもろとも巨大な青い結晶となり、爆発した。
- 声 - 釘宮理恵[83]（β・PP）
- 監督の高橋敦史およびシリーズ構成・脚本の円城塔は、ジェットジャガーを登場させた理由についてゴジラと人間を戦いを描くためにその中間となる存在が必要であったと述べている[91][92][注釈 18]。また、高橋はゴジラシリーズの中でもジェットジャガーの印象が際立っていたことも挙げている[91][注釈 19]。
- 町工場のおやっさんが作ったロボットであるため、厨二病のような装備を避けた、なるべくシンプルなデザインとなった[93]。
- ジェットジャガーの登場は放送開始前のPVでも話題となり[91][94]、海外でも評判であった[91]。笠井信輔によれば、放送の影響で今の子供たちにも人気が出たという[95]。

## 『フェス・ゴジラ』のジェットジャガー
『フェス・ゴジラ』では初の連作であることからも、同一の個体が続いて登場する。

### 『フェス・ゴジラ4 オペレーション ジェットジャガー』のジェットジャガー
2023年11月3日開催のイベント「ゴジラ・フェス 2023」にて上映された新作特撮短編『フェス・ゴジラ4 オペレーション ジェットジャガー』に登場。
ヘドラに続いてガイガンを撃破した後、倒すべき相手を失って日本各地を蹂躙するようになったゴジラへの対抗手段として日本政府のドックにて開発された、人型戦闘マシーン。高性能のAIが搭載されており、戦況に応じて独自判断で行動できる。
とある夜に市街地を蹂躙していたゴジラのもとへ出撃し、空中から降着した後は放射熱線の連射を回避しながらパンチやキックを次々と当てていく。しかし、屈強なゴジラにはどれも決定打とはならないうえ、パンチを回避されてビルを貫通した際に背後を取られて以降は肉弾戦で追い詰められていき、蹴り倒された果てに胴体から火花を噴いてしまう。とどめの放射熱線を放たれそうになった瞬間、キングギドラが乱入して引力光線でゴジラを昏倒させたことから結果的に助かるが、その破壊活動を見てゴジラとは一時休戦して共闘すべきと判断し、ゴジラを助け起こしてサムズアップでその意思を示すと、共にキングギドラに立ち向かう。
造形
造形は若狭新一が担当。クラウドファンディング企画「ジェットジャガースーツ再現プロジェクト」により、初代のスーツの写真や資料を基に、若狭率いるモンスターズのスタッフによって完全再現したデザインで新規制作された。光る眼には3Dスキャン技術も応用したずっと光らせるパーツを用いたほか、初代のスーツに存在した本来は不要なウェットスーツ脚部の継ぎ目をも再現するなど、こだわったという。監督の中川和博の意向で、初代当時のイメージは可能な限りそのままで、アクションにさらに特化した造形となっている。
アクション指導が田渕景也であることから、激しい動きになるであろうと思い、マスクはアップ・アクション用の2つが作られた。スーツの制作以前には動きの動画をスーツアクターに撮影してもらい、スタッフ間でどういうアクションになるのかを共有していたという。

演出
スーツアクターは齊藤謙也（ドック内の立ちポーズのみ伊藤慎のマネキン）。前述のように初代のままの再現に意見がまとまったことから、中川は初代となるべく同様のサイズにするため、駒田に近い齊藤を起用したという。
初代のように突然大きくなったりする展開であると、等身大のシーンが必要となって尺が足らなくなることから、それは止めて『ゴジラvsメカゴジラ』のように対ゴジラ兵器としての立ち位置としてゴジラと戦わせることとなった。だが、最後には初代のように握手させたいために第3の敵が必要となり、そこからストーリーの肉付けをしていったという。
怪獣同士の戦いであると相手にパンチやキックのための手足が届かないことが生じるが、ジェットジャガーが人型であることから、パンチやキックなど何をしようとしているのかは明確にわかるアクションにしたかったという。
なお、スーツは齊藤の体型にピッタリ合わせて作られた1着のみであり、彼以外には着用できないうえにアトラクション用の別スーツも作られていないことから、2024年4月28日に開催された『ゴジラ・フェス 大阪』では齊藤が会場に出張してスーツを着用し、ステージに登壇した。

### 『フェス・ゴジラ5 怪獣大決戦』のジェットジャガー
2024年11月4日開催のイベント「ゴジラ・フェス 2024」にて上映された新作特撮短編『フェス・ゴジラ5 怪獣大決戦』に登場。
ゴジラと共にキングギドラに立ち向かうが、バリアや引力光線の猛攻に押されていく。日本政府から投入された新武装「Gクロー」を装着し、交差させて引力光線を防ぎながら突撃した結果、キングギドラはゴジラの放射熱線を背中から浴びて倒れる。しかし、まもなく復活したキングギドラに引力光線で弾き飛ばされ、ゴジラも肉弾戦で圧倒されたうえに引力光線で空中へ浮遊させられて反撃できなくなる。その隙に左腕のGクローを投射してキングギドラの胸部を穿つと再び突撃し、右腕のGクローにゴジラの放射熱線を受けて威力を増した一閃で真中の首を切断する。右腕のGクローを外してキングギドラの左右の首を両手で押さえ込むと、ゴジラに自身ごと倒すようアイコンタクトを送り、それに迷いながらも応えたゴジラに放射熱線で腹部を貫かれて倒れる。最後は、満身創痍の状態でゴジラにサムズアップを送り、力尽きたようにうなだれて機能を停止する。その姿は、ゴジラにはひときわ長い咆哮で、日本政府の面々には悲痛な表情で見届けられた。
- 上映後には、「GクローVer.」と「サムズアップVer.」を換装可能なソフビフィギュア「フェス・ゴジラ特装セット」が、バンダイのムービーモンスターシリーズから発表されている[100][101]。

制作・デザイン
『オペレーション ジェットジャガー』のラストの予告で『怪獣大決戦』とタイトルを付けたものの、何も中身を考えていない状態で付けたゆえに怪獣をもう1体出すこととなり、監督の中川和博はガイガンを再登場させるバージョンの画コンテも描いた。キングギドラとの空中戦やガイガンとのバトルアクションもスタントコーディネーターによって考えられていたが、諸々の事情でもう1体出すことが難しいと判断され、最終的にゴジラやキングギドラとのオーソドックスな地上戦となった。その代わり、Gクローを「苦肉の策」として登場させた。
中川は、ゲーム『モンスターハンター』について田口清隆と雑談していた際の「武器として狩りで手に入れたモンスターのパーツを使うのがいい」との話題から着想を得て、ガイガンの爪をGクローとして使うことにした。打ち合わせでは、中川の描いたガイガンの爪がジェットジャガーの手に付くという簡単なラフを元に美術の稲付正人がメモ帳に描き出した後、いくつか色のパターンを描いたものの中から現在のものが決定稿となった。Gクローの色については、ジェットジャガーのために開発された武器であることから、新幹線のラインカラーのような雰囲気でジェットジャガーの色を使っている。稲付によって入れられた色を基に、モンスターズによってデザインが起こされた。

造形
スーツとGクローはモンスターズが製作を担当。Gクローは、スーツのグローブ部分を外した状態での装着が可能となっているほか、バーが中に入っており、それを握ることで演じている。

演出
スーツアクターは齊藤謙也。機能を停止する際の電飾操作は若狭新一。
アクションについては『オペレーション ジェットジャガー』と同じくトランポリンやワイヤーアクションが多用されているほか、キングギドラへ再突撃してから真中の首を切断するまでの接近戦シーンはキングギドラのスーツの胸部を穿ってGクローを固定させたうえで撮影されている。
ヘリからGクローが登場するシーンは、現物をスキャンしてCG化したもので、ワイヤーが外れるところもフルCGであるが、特撮で撮影されたようにしている。

## 関連作品
- 新世紀エヴァンゲリオン - 1995年放送のテレビアニメ。第七話に登場するロボット兵器J.A.（ジェットアローン）の名前はジェットジャガーおよびレッド・アローンに由来し、カラーリングもジェットジャガーに準じたものになっている。
- クレヨンしんちゃん - 『シン・ゴジラ』とのコラボ回「しんのすけ対シン・ゴジラだゾ」（2016年放送）では、野原しんのすけが巨大化するシーンで『ゴジラ対メガロ』でのジェットジャガーの巨大化シーンをオマージュしている[106]。
- GODZILLA (アニメ映画) - 2017年公開の映画。前日譚にあたる小説『GODZILLA 怪獣黙示録』にて、「38式機動戦闘服ジャガーJ」という名称のパワードスーツが登場する。